# Laverrière
Laverrière és un municipi francès, situat al departament de l'Oise i a la regió dels Alts de França. L'any 2007 tenia 35 habitants.

## Demografia

### Població
El 2007 la població de fet de Laverrière era de 35 persones. Hi havia 12 famílies de les quals 3 eren unipersonals (3 homes vivint sols), 6 parelles sense fills i 3 parelles amb fills.
La població ha evolucionat segons el següent gràfic:
Habitants censats

### Habitatges
El 2007 hi havia 14 habitatges, 13 eren l'habitatge principal de la família i 1 estava desocupat. 12 eren cases i 1 era un apartament. Dels 13 habitatges principals, 10 estaven ocupats pels seus propietaris i 3 estaven llogats i ocupats pels llogaters; 2 tenien una cambra, 2 en tenien tres, 3 en tenien quatre i 7 en tenien cinc o més. 9 habitatges disposaven pel capbaix d'una plaça de pàrquing. A 6 habitatges hi havia un automòbil i a 6 n'hi havia dos o més.

### Piràmide de població
La piràmide de població per edats i sexe el 2009 era:
| Homes | Edats   | Dones |
| ----- | ------- | ----- |
| 0     | 95 o +  | 0     |
| 0     | 90 a 94 | 0     |
| 0     | 85 a 89 | 0     |
| 0     | 80 a 84 | 0     |
| 0     | 75 a 79 | 0     |
| 0     | 70 a 74 | 0     |
| 0     | 65 a 69 | 0     |
| 4     | 60 a 64 | 0     |
| 0     | 55 a 59 | 0     |
| 0     | 50 a 54 | 0     |
| 4     | 45 a 49 | 0     |
| 0     | 40 a 44 | 4     |
| 0     | 35 a 39 | 0     |
| 0     | 30 a 34 | 0     |
| 0     | 25 a 29 | 0     |
| 0     | 20 a 24 | 0     |
| 8     | 15 a 19 | 0     |
| 0     | 10 a 14 | 0     |
| 0     | 5 a 9   | 0     |
| 0     | 0 a 4   | 0     |

## Economia
El 2007 la població en edat de treballar era de 26 persones, 19 eren actives i 7 eren inactives. De les 19 persones actives 18 estaven ocupades (12 homes i 6 dones) i 2 estaven aturades (2 dones i 2 dones). De les 7 persones inactives 4 estaven jubilades, 2 estaven estudiant i 1 estava classificada com a «altres inactius».
Activitats econòmiques
L'únic establiment que hi havia el 2007 era d'una empresa d'hostatgeria i restauració.

## Poblacions més properes
El següent diagrama mostra les poblacions més properes.